# Chiesa di San Lorenzo Martire (Voghiera)
La chiesa di San Lorenzo Martire è la parrocchiale di Ducentola, frazione di Voghiera in provincia di Ferrara. Appartiene al vicariato di San Giorgio dell'arcidiocesi di Ferrara-Comacchio e la sua costruzione risale al XV secolo.

## Storia

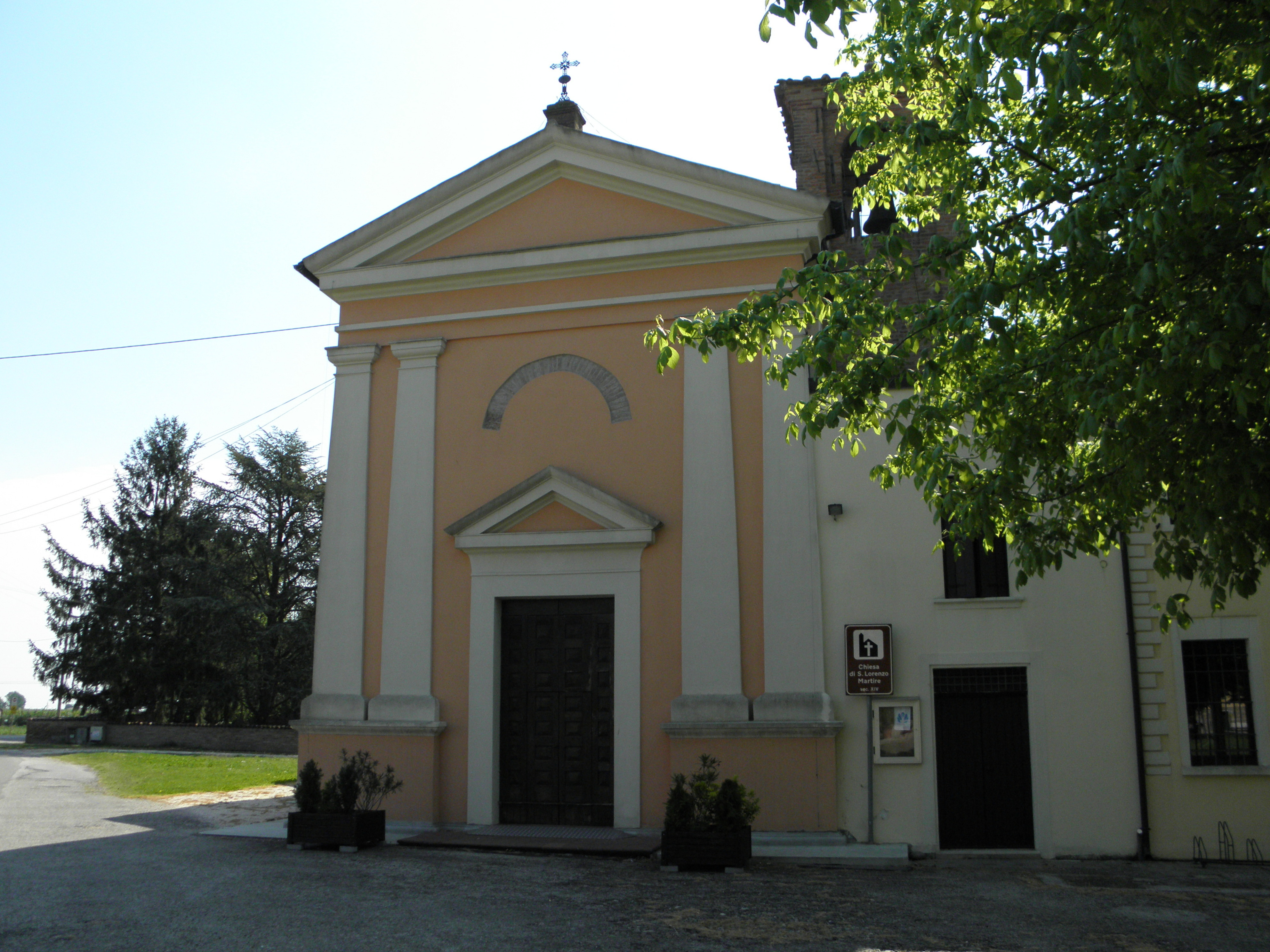
Prospetto principale della chiesa di San Lorenzo Martire

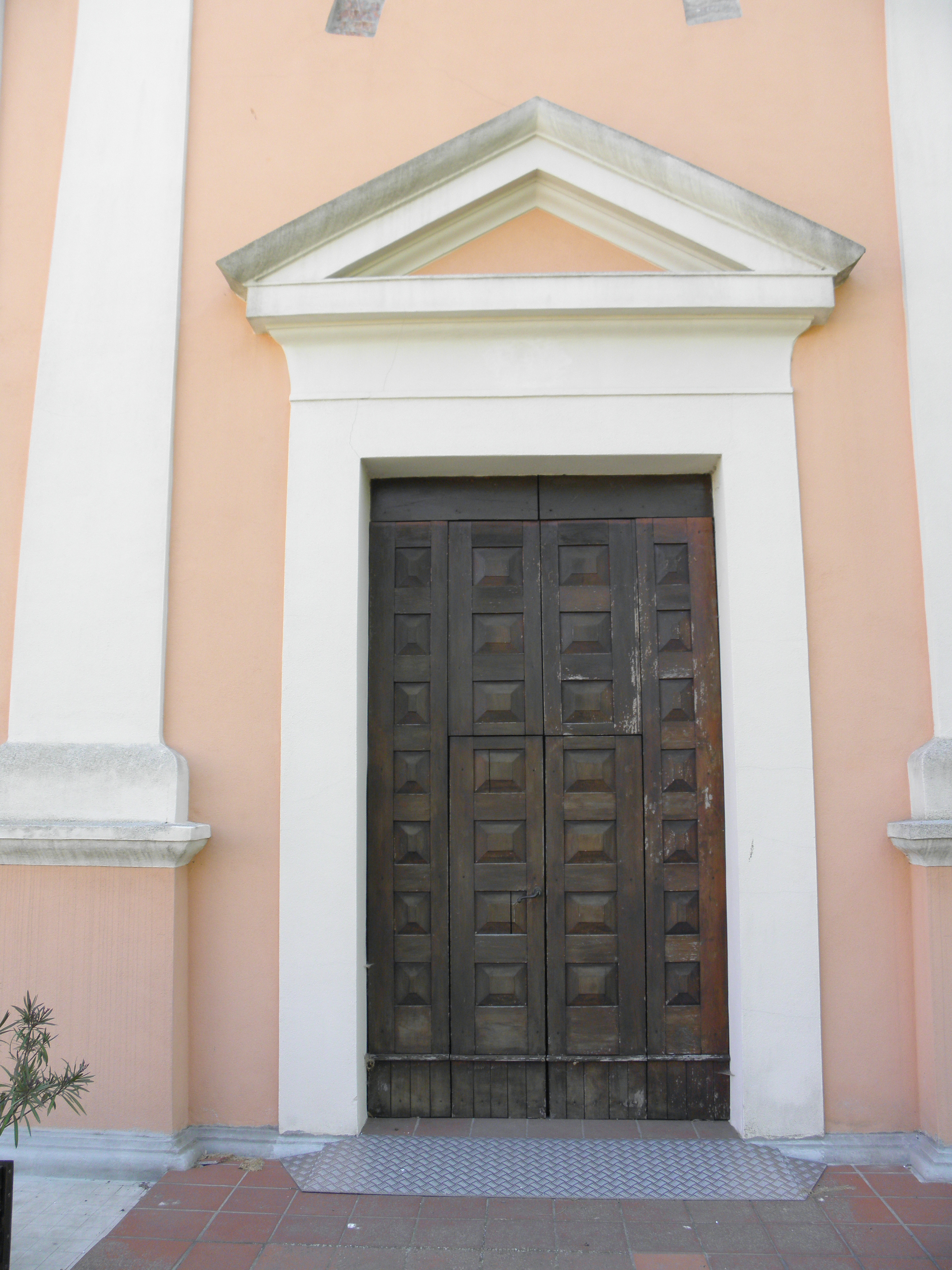
Portale di accesso

La chiesa di Ducentola risale al XIV secolo e viene ricordata da Marco Antonio Guarini nel suo Compendio historico dell'origini, accrescimento e prerogative delle chiese e luoghi pii della città, e diocesi di Ferrara che la descrive come orientata verso nord e, per un certo periodo, legata alla chiesa di San Tommaso della vicina Gualdo.
Il territorio sul quale sorge San Lorenzo Martire nel periodo della sua fondazione apparteneva agli Este. Nel 1434 fu oggetto di una visita pastorale del vescovo di Ferrara Giovanni Tavelli da Tossignano che ci consegnò alcune delle prime documentazioni storiche relative all'edificio sacro ed alla parrocchia. Verso la fine del XVI secolo la chiesa fu sede di una compagnia del Santissimo Sacramento ma, di tale fatto, l'archivio della parrocchia non ne conserva memoria.
Ottenne l'indipendenza da Gualdo e venne quindi elevata a dignità di chiesa parrocchiale nel 1599 dal vescovo di Ferrara Giovanni Fontana. L'ultimo restauro conservativo al quale è stata sottoposta è stato realizzato negli anni sessanta.

## Descrizione

### Esterni
La facciata a capanna è neoclassica con due coppie di lesene che sorreggono il grande frontone triangolare con timpano. Il portale è architravato ed arricchito da un piccolo frontone che richiama quello superiore della facciata. La torre campanaria si alza in posizione arretrata sulla destra.

### Interni
La navata interna è unica leggermente ampliata dalla nicchie laterali con altari secondari. Attraverso l'arco santo si accede al presbiterio leggermente rialzato e da questo, attraverso una porta, si entra nella sagrestia.